# Meryam Joobeur

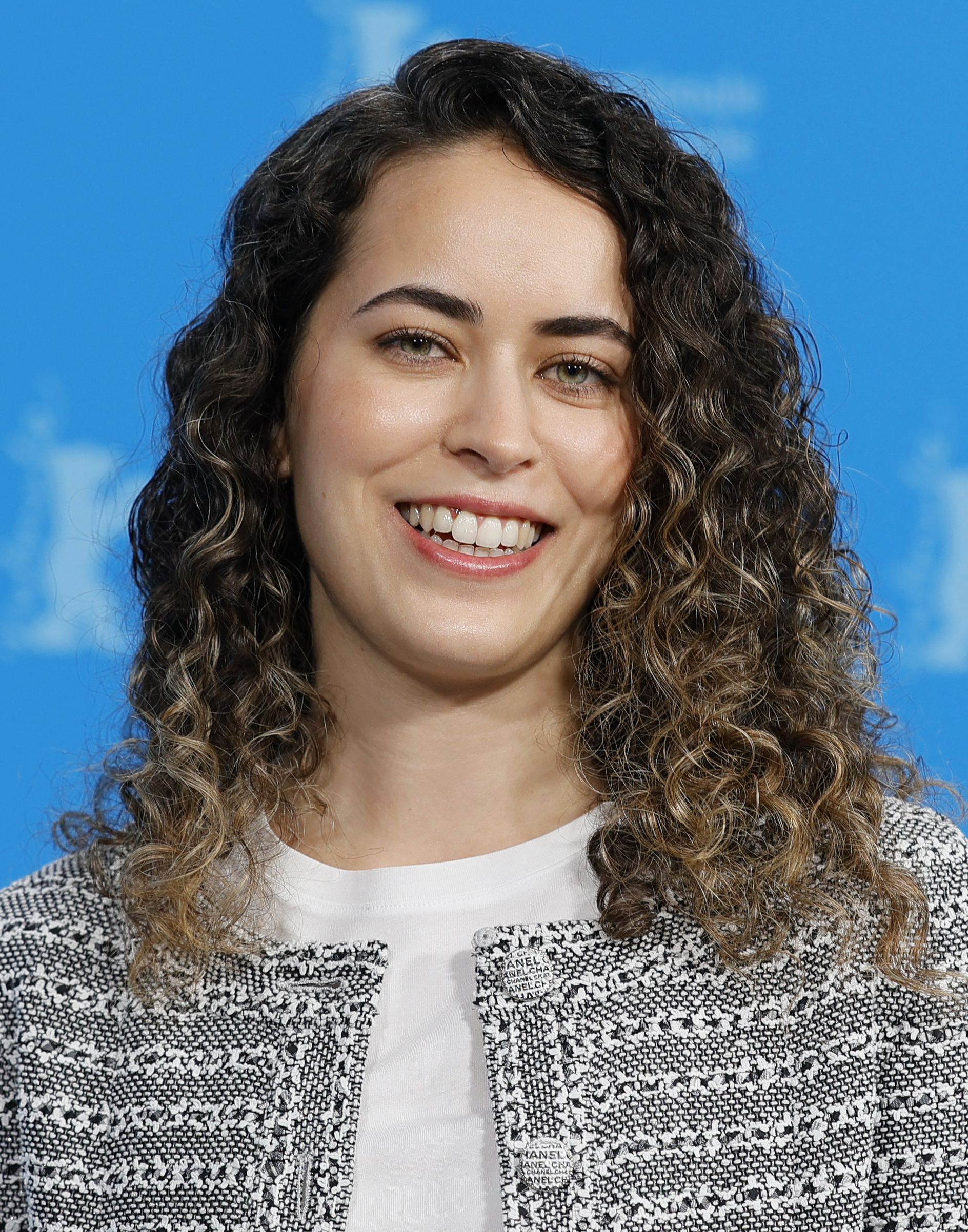
Meryam Joobeur (2024)

Meryam Joobeur ist eine tunesisch-kanadische Filmregisseurin.

## Leben
Meryam Joobeur wuchs in Tunesien und den Vereinigten Staaten auf. Später zog sie nach Montreal, Québec, wo sie am Dawson College und der Mel Hoppenheim School of Cinema an der Concordia University Cinema-Communications studierte.
2012 debütierte sie mit dem Kurzfilm Gods, Weeds and Revolutions. 2017 folgte Born in the Maelstrom. 2018 folgte der Kurzfilm Brotherhood, der das Thema Islamistischer Terrorismus und falsche Verdächtigungen als Konflikt einer tunesischen Familie bearbeitete. Der Film wurde mehrfach ausgezeichnet und erhielt unter anderem den Prix Jutra. Bei der Oscarverleihung 2020 war er als Bester Kurzfilm nominiert, unterlag aber Das Fenster gegenüber von Marshall Curry.
2020 wurde sie als eine der Top 25 Canadian Immigrants ausgezeichnet.
Für ihr Spielfilmdebüt Mé el Aïn (2024) erhielt sie eine Einladung in den Hauptwettbewerb der 74. Berlinale.
Bei der Laudatio zum Film The Devil Smokes von Ernesto Martínez Bucio im Rahmen ihrer Jurytätigkeit für die Berlinale 2025 fiel sie mit gesellschaftskritischen Äußerungen auf. Sie sprach von der „Vernichtung Tausender Kinder(…), die von politischen und journalistischen Kräften als reine Kollateralschäden abgetan wurden“, womit sie vermutlich auf den Krieg in Israel und Gaza anspielte.

## Filmografie
- 2012: Gods, Weeds and Revolutions (Dokumentar-Kurzfilm)
- 2015: Deux Mondes (Kurzfilm, Koregisseur)
- 2017: Born in the Maelstrom (Kurzfilm)
- 2018: Brotherhood (Ikhwène) (Kurzfilm)
- 2024: Mé el Aïn